# Savitar (comics)
Savitar est un personnage de DC Comics, et le principal antagoniste de la troisième saison de Flash. Il tire son nom d'une divinité hindoue.

## SérieFlash(2014)

### Origines
L'existence de Savitar est le résultat d'une boucle causale temporelle, dans laquelle il n'y a pas de commencement ni de fin, mais seulement une série infinie d'événements qui mènent à sa création.
L'évènement même de la mort d’Iris par Savitar dans la chronologie Post-Flashpoint est à l’origine de cette boucle temporel infinie. Puisque c’est justement à cause de cette tragédie vécue, que Barry Allen créa en 2021 des doubles temporels (créés de la même façon pour arrêter Zoom et sauver le Multivers), pour aider à arrêter Savitar. Cependant, le Dieu de la Vitesse les avait tous tués à l'exception d'un seul vestige, celui qui deviendra par la suite Savitar.
Dans ce futur, après sa création, le seul vestige survivant de Barry a été rejeté par sa famille et ses amis, ces derniers le voyant seulement comme une aberration et non pas comme le véritable Barry Allen. Brisé, seul et accablé par ses souvenirs passés douloureux, comme la mort d'Iris, le Vestige s'est laissé totalement guider par ses émotions, désespéré de mettre fin à sa souffrance, au point qu'il s'est laissé convaincre que seul un dieu ne souffre pas et a finalement décidé d'en devenir un lui-même.
Le vestige de Barry a remonté le temps jusqu'à l'Antiquité, et a découvert la Pierre Philosophale. Il l'a utilisée pour dupliquer sa vitesse, acquérir quelques pouvoirs supplémentaires et surtout créer une sorte de costume mécanique, une armure techno-divine, capable de supporter sa vitesse. Celle-ci l'empêche de se désintégrer lorsqu'il puise sa vitesse dans la Force Véloce. Il ment, en prétendant être le premier speedster du Multivers et se nomme Savitar, en référence au dieu hindou du mouvement. 
Au cours des siècles, Savitar a parcouru le Multivers avec la Pierre Philosophale, cherchant les supersoniques assez puissants pour menacer son règne (et les tuant l'un après l'autre). Avant chaque rencontre, Savitar utilisait le pouvoir de la pierre pour se créer un avatar, à travers un hôte humain, sous le pseudonyme d'Alchemy, afin de préparer son arrivée et créer une armée de méta pour le servir.

### L'Affrontement de 2021
Désirant se venger de Flash, Savitar l'affronte en 2021, année au cours de laquelle Flash créa les vestiges dont celui qui deviendra son ennemi. Ainsi, la raison pour laquelle Savitar n'a épargné qu'un seul double temporel, c’est pour que ce dernier puisse devenir ce qu'il est devenu et assurer son existence. Mais à sa grande surprise, Flash réussit à le vaincre, avec l'aide du bazooka que Tracy Brand a créé. En effet, l'arme lui a permis de créer une prison dans la Vitesse Pure (Speed Force en anglais) dans laquelle il a piégé Savitar, le forçant à vivre un enfer éternel, à revivre dans une boucle temporelle, le moment le plus douloureux de sa vie, conduisant ainsi ce Vestige Temporel à la folie.

### Saison 3

#### Le Retour Post-Flashpoint
Alors qu'il était emprisonné dans la prison de la Vitesse Pure (Speed Force en anglais), Savitar avait senti le changement de la chronologie, lorsque Barry a sauvé sa mère et créé le Flashpoint. Comprenant, qu'il pouvait utiliser la situation à son avantage, Savitar, n'avait rien d'autre à faire que d'attendre l'intervention du Reverse-Flash pour effacer le Flashpoint et ainsi altérer la nouvelle réalité.
Durant cette nouvelle réalité, Savitar s'était manifesté dans le passé à Julian Albert, sous la forme de sa sœur décédée Emma, lui parlant du Brahamastra, la pierre philosophale,  lui disant où la trouver et qu’elle pourrait réunir de nouveau sa famille. Manipulé et influencé, Julian a donc dilapidé son héritage pour monter une expédition en quête de la pierre. En 2012, Julian s’est finalement retrouvé en Inde et a réussi à trouver la boite mystique dans laquelle la pierre était scellée. En ouvrant la boite et libérant la pierre, Julian provoque accidentellement l’apparition temporaire de Savitar sur Terre-1. 
En effet, l’artefact fait d'énergie de la Force Véloce (Speedforce en anglais) sous forme calcifié, est lié à sa propre dimension et sa délivrance, permet à Savitar de revenir sur Terre provisoirement, mais reste pour le moment scellé à sa prison, jusqu’à sa libération.
Possédant continuellement Julian, l’hôte de Savitar était involontairement devenu la nouvelle version du Dr Alchemy, cherchait des adeptes pour son culte et se servait de la pierre pour restaurer aux humains, leurs pouvoirs de méta-humains et leur souvenir du Flashpoint, le premier étant le criminel supersonique Edward Clariss redevenu The Rival, l’ennemi de Kid Flash dans l'univers alternatif.
Alors qu'Edward Clariss s’est fait arrêter et mis en prison, il se fait attraper par une main métallique qui n'apparaît sur aucune vidéo-surveillance. Barry comprendra plus tard en voyant Savitar que c'était lui qui a tué Clariss.

#### Première rencontre avec Flash
Alors que Joe et Barry Allen suivent Wally West qui fait l'appât contre Dr. Alchemy, Wally touche la pierre d'Alchemy et une sorte de cocon l'enveloppe aussitôt. Tout à coup, Barry voit des éclairs argentés. C'est le futur vestige maléfique de Barry, et il est venu pour affronter Flash. Le supersonique écarlate essaie de suivre les éclairs, mais il n'est pas assez rapide. Après avoir tué impitoyablement plusieurs policiers du SWAT, le supersonique l'attrape par la gorge et le soulève au plafond. Il lui dit qu'il se nomme Savitar et qu'il est le Dieu de la Vitesse. (The God of speed) 
Savitar propose à Flash d'aller faire une course, et l'emporte avec lui dans un éclair. Il le traîne à travers la ville, et le tabasse. Cisco Ramon créé alors un portail pour que Caitlin gèle Savitar, l'obligeant à fuir.

#### La Boite de Pandore
En reprenant le rôle de Dr Alchemy, le supersonique argenté utilise l’énergie de la pierre et la réfraction d’un bâtiment métallique, pour restaurer les pouvoirs de tous les méta-humains du Flashpoint sur Central City. Cependant, lorsque Flash intervient pour l’en empêcher avec l’aide du Flash de Terre-3, Savitar apparaît et affronte Jay Garrick, tandis que Barry maîtrise Alchemy, récupère la pierre et la scelle dans sa boite, ce qui fait disparaître le Dieu de la Vitesse qui retourne dans sa prison.
Toutefois, pendant que l’équipe de STARS Labs découvre la vérité sur l’identité du Dr Alchemy, Savitar hante l’esprit de Cisco, sous la forme de son frère Dante mort dans cette réalité, pour le convaincre que la pierre pourrait le ramener à la vie et de réunir à nouveau les deux frères Dante. Enthousiasmé par le pouvoir de la pierre, Cisco ouvre la boite et relâche Savitar qui se déchaîne sur Flash et Kid Flash prêt à les tuer. Néanmoins, Caitlin réussit à convaincre son ami, d’accepter la mort de son frère et de fermer le coffre, scellant à nouveau le Dieu de la Vitesse dans sa prison.
Comprenant que Savitar est Alchemy, l’équipe tente de communiquer avec lui à travers Julian, qui une fois réveillé, prétend être un dieu, les réprimande de voir qu’ils ne s’inclinent pas devant lui. Cherchant à les intimider, Savitar révèle à l’équipe le destin de trois d’entre eux : « L’un de vous te trahira, l’un de vous tombera et l’un de vous subira un sort pire que la mort ». Exigeant de savoir qui est son adversaire, ce dernier répond à Barry qu’il est le futur Flash et qu’il veut tout ce que Flash lui avait pris avant de le détruire et révèle dans sa fureur la raison de sa vengeance, qu’une version future de Flash l’avait bannis dans l’éternité et jure de déchaîner sa colère sur lui et ses proches.

#### Libéré de sa prison
La menace de Savitar continue de peser au-dessus de l'équipe, en particulier après que Barry ait été projeté dans le futur et qu'il ait vu Savitar tuer Iris. Savitar commence quelque temps après à tourmenter Wally en lui parlant régulièrement dans sa tête et en lui apparaissant en vision. Wally tente de s'en débarrasser en jetant la dernière partie de la Pierre Philosophale dans la Force Véloce, mais il s'agissait d'un piège : Wally est aspiré dans la Force Véloce (Speedforce en anglais) à la place de Savitar. Il est enfin libre... Il peut à nouveau respirer, ressentir l'air, la terre. 
Flash lui demande ce qui est arrivé à son protégé. Savitar répond que Wally a pris sa place dans la Force Véloce, souffrant désormais pour l'éternité dans cette dimension d'énergie. Flash s'énerve, et s'élance dans un éclair orange vers Savitar. Le Dieu de la Vitesse fait de même, et s'élance vers Flash dans un éclair d'un blanc argenté. Le combat se poursuit dans des ruelles sombres et sur les toits de Central City, mais Flash et Savitar sont désormais à peu près de force égale. Savitar réussit à bloquer Flash contre un mur et tente de le frapper de son poing..... Mais le supersonique écarlate lui glisse entre les mains. 
Flash arrive mieux à se défendre que lors de sa première rencontre avec le Dieu de la Vitesse. Le combat s'achève quand Savitar plante sa lame dans la poitrine du supersonique écarlate

#### L'homme sous l'armure
Alors que Killer Frost marche dans les bois enneigés de Central City, elle tombe sur Savitar. Le Dieu de la Vitesse à l'armure couverte de neige, et, pour que Killer Frost lui fasse confiance, il lui montre son vrai visage. Killer Frost est choquée par la révélation, et accepte de travailler avec lui.
Savitar ordonne à Killer Frost d'aller attaquer Tracy Brand (car dans le futur, la scientifique trouve un moyen de l'arrêter et de l'enfermer pour l'éternité dans la Force Véloce). Il portera plus tard secours à Killer Frost, qui a été mise K.O. par Vibe. Alors que Barry est chez Joe avec tous les West, il comprend enfin qui est Savitar. Il court et appelle son ennemi, pour lui dire qu'il sait qui il est. Le Dieu de la Vitesse révèle alors son vrai visage, qui n'est autre que celui de Barry Allen. Savitar explique ses origines à Flash : c'est un Vestige Temporel créé avec d'autres par Flash en l'an 2021 dans le but d'arrêter Savitar. Mais Savitar a tué tous les doubles sauf lui ; rejeté par ses proches, car il n'était pas le "vrai" Barry Allen, il est devenu le Dieu de la Vitesse, pour que sa souffrance s'arrête. 
La discussion entre Flash et Savitar dégénère, et le supersonique écarlate attaque son double temporel du futur. Il le met au sol d'un coup-de-poing imprégné de foudre. Savitar utilise son armure pour attaquer Flash, qu'il envoie au sol. Un court combat a lieu. Finalement, Flash réussit à prendre l'avantage sur l'armure. Savitar s'élance vers son armure et l'enfile à la vitesse de l'éclair. Le Dieu de la Vitesse se met alors à tourner en rond, en courant de plus en plus vite, générant de fortes quantités d'énergie électrique. Flash fait de même. Après avoir produit suffisamment d'énergie, les deux supersoniques s'élancent en courant l'un contre l'autre, et se lancent une multitude d'éclairs de foudre l'un sur l'autre, produisant une impressionnante explosion d'énergie. Savitar profite de cette titanesque explosion pour disparaître dans un éclair. Flash se relève alors et constate que tout autour de lui est en feu.

#### Rendez-vous avec le destin
Barry apprend à ses proches l’identité du supersonique argenté, l’équipe comprend que si leur ennemi est une version de Barry venant du futur et qu’il possède les mêmes souvenirs de Flash, tous ses souvenirs présentes créer, engendre également à Savitar, ces mêmes souvenirs mais provenant du passé. Ce qui permet au Dieu de la Vitesse de tout savoir sur ce que Barry fait.
Ainsi pour éviter le destin tragique d’Iris par le supersonique argenté, l’équipe la cache sur Terre-2 sans que Barry le sache. Par conséquent, Savitar ignore totalement où se trouve Iris et décide de se faire passer pour Flash auprès de la Team pour la retrouver et sans se soucier de l’imposteur, HR révèle involontairement l’emplacement de la femme au Dieu de la Vitesse.
Arrivé sur Terre-2, Savitar se confronte à Kid Flash et le met à terre avant de sortir silencieusement de son armure. Au cours de son apparition soudaine, Harry, Joe et Iris sont stupéfaits de voir la vérité en face, un double de Barry insensible et guider par sa colère avec le visage balafré, hurlant qu’il n’est plus le Barry que les West ont connu. Voyant qu'elle a accepté son sort, Savitar demande à Joe d'en faire autant et disparaît avec Iris.
Le soir fatidique, pendant que Cisco affronte Killer Frost, Savitar emmène Iris à Infantino Street où Flash, Joe, HR et Tracy étaient à l’affût. Le Dieu de la Vitesse défie dans un premier temps Flash d’être un héros, il se confronte à son ennemi qui utilise le Bazooka Speed Force que Tracy a mis au point. Mais, une fois touché par l’arme, Savitar brise ses chaînes en révélant à Flash qu’il détenait la seule chose capable d’empêcher son sort : la Pierre Philosophale, qu’étant faite d’énergie de Force Véloce (Speedforce en anglais) sous forme calcifié, cela le protège. 
Ainsi après la défaite attendue de Barry, Savitar saisit Iris et se venge de Flash, d’avoir été condamnée à un enfer éternel dans la Force Véloce (Speedforce en anglais), qu’il subira le même sort et qu’il sera enfin libéré de lui. Le Dieu de la Vitesse sort alors une lame de son armure et poignarde Iris dans le dos et disparaît avant que Barry puisse l’atteindre, laissant le jeune homme tenant le corps de sa défunte femme

#### L'Ascension
Après avoir volé le Bazooka Speed Force, Savitar est apparu à Killer Frost, qui était prêt à achever Vibe et l’ordonne de l’épargner, car il en a besoin pour la prochaine phase de son plan. Lorsque soudainement, le Vestige est frappé par de nouveaux souvenirs d’Iris vivante et horrifié, s’est rendu compte qu’il avait été trompé et avait tué HR à la place, engendrant le futur en un autre, dans lequel le Vestige n’a jamais été créé par un Barry ayant vécu la mort de sa bien-aimée. Enragé, le supersonique argenté souligne alors que l’avenir de Cisco avait également changé.
En retournant à son repaire, le vestige maléfique de Barry ordonne à Cisco d’altérer le bazooka en un diviseur quantique bi-dimensionnel. Il lui avoue qu’il l’utiliserait en s’exposant à un portail de la Force Véloce (Speedforce en anglais), se fragmenter à travers l’éternité pour être leur dieu omniprésent du Big Bang jusqu’à la fin du monde et ainsi empêcher que le paradoxe temporel l’efface de l’existence. Lorsque Cisco a refusé de l’aider, Savitar le menace de tuer Killer Frost, en lui révélant ses nouveaux souvenirs du retour de Julian avec le remède développé pour faire revenir Caitlin.
Contre toute attente, Barry tente de surprendre son vestige du futur de venir à son secours et lui remémore un souvenir d’enfance. Pensant avoir l’opportunité et l’espoir d’être de nouveau reconnu, Savitar a permis à Barry de le ramener à STAR Labs et une fois arrivé se trouve confronté à l’équipe, très réticente à l’aider en particulier Tracy. Pris à part, le Vestige interroge le couple sur le genre de vie qui l’aurait avec eux et voit très bien qu’il ne pourrait jamais vivre dans un monde, où personne ne le traite comme Barry et décide rapidement d’abandonner sa possible rédemption.
En un éclair, Savitar laisse la pierre philosophale dans la salle des brèches, et la surcharge d’énergie de l’artefact provoquant une explosion à l’intérieur du complexe, lui permet de faire diversion pour disparaître. Il retrouve Cisco qui a achever la modification du bazooka en diviseur et ordonne à Killer Frost de le tuer, mais se fait sauver par l’intervention de Gypsy. 
Comprenant que la Force Véloce (Speedforce en anglais) va essayer de le tuer à cause du paradoxe, Savitar est allé dans un parc avec Killer Frost et le bazooka. Le supersonique argenté ouvre une immense brèche composé d’éclair orange et explique à Frost la raison de sa présence, en lui révélant que la Force Véloce (Speedforce en anglais) n’aime pas que les supersoniques altèrent le temps. En effet, la Force Véloce envoie le Black-Flash pour empêcher Savitar, devenue une aberration, d’arriver à ses fins et de l’effacer de l’existence. Ainsi, alors que le spectre se précipite sur eux, Killer Frost le gèle et le brise, Savitar lui avouant que le froid étant la seule chose capable d’anéantir un Black-Flash.
L’avènement de son ascension est arrivé, Savitar se place devant le portail et ordonne à Killer Frost de lui tirer avec le diviseur, où plusieurs versions de lui-même se forment jusque dans la Speed Force. Lorsque soudainement, le faisceau de l’arme vire au rouge et les multiples clones disparaissent, reconstituant Savitar en une seule personne, qui le traverse jusque dans le portail et voit Jay sortir de la brèche qui le frappe au passage. Horrifié, Savitar voit apparaître Vibe en compagnie de Gypsy, Flash et Kid Flash et lui révèle qu’il n’aurait jamais contribué à faire de lui un dieu, qu’il a juste modifié le bazooka en passe-partout temporel pour libérer Jay Garrick de sa prison.

#### Effacé de la réalité
Furieux d’avoir été dupé, Savitar est poursuivis par les trois Flash, tandis que Vibe et Gypsy affrontent Killer Frost. Après une attaque aérienne, abattant les trois supersoniques écarlates, Savitar projette Gypsy et saisit Vibe à la gorge, prêt à le tuer. À ce moment, la conscience de Caitlin prend le dessus et utilise ses pouvoirs contre le Vestige maléfique, il la réprimande avant de maîtriser Barry, tentant de l’attaquer. Ressentant que la fin de son existence est proche, Savitar menace Barry de tuer tous ses proches et sa famille, qu’acceptant de mourir, tout ce que son ennemie aime doivent mourir également.
Dans un excès de colère, Flash traverse Savitar, expulse le vestige hors de son armure et prend sa place, et affronte son double du futur avant de le mettre à terre, prêt à le tuer. Savitar profite de la situation pour le menacer et le provoquer, que si Barry le tue, il deviendra lui. Flash préfère détruire l’armure avec ses pouvoirs et avoue à Savitar qu’à l’inverse de lui, il ne laissera pas la souffrance et les ténèbres décidé de sa vie et en un coup-de-poing, le met ko.
Alors que Barry retourne vers ses amis, Savitar se relève et se projette de rage sur son ennemie, déterminé à l’emmener avec lui d’une façon ou d’une autre, mais seulement pour se faire tirer dans le dos par Iris, le tuant instantanément, ce qui engendre l'accélération du paradoxe qui l’efface complètement de l’existence.

### Futur altéré
Dans la chronologie originale où Savitar a réussi à tuer Iris, la boucle causale de son existence a continué ainsi que sa guerre contre Flash. Quelque temps après la mort de sa sœur, Wally fou de rage a cherché à se venger contre son assassin, mais Savitar lui a brisé la colonne vertébrale et l’a rendu totalement catatonique, à un point que Wally n’a plus prononcé un seul mot depuis. Vers 2021, Savitar a été piégé dans la Force Véloce (Speedforce en anglais) par Flash, avec l’aide de la célèbre scientifique Tracy Brand. Il interagira plus tard avec les événements en 2016 / 2017 et commencera la boucle temporelle qui a abouti à son effacement.
En 2056, l’original Barry envoie un message à Rip Hunter, qui est plus tard entendu par les membres de la Team Flash, Team Arrow et les Légendes durant l’invasion des Dominators, à ne pas le faire confiance. Cisco réalisera plus tard, que ce message devait avertir ses alliés de ne pas faire confiance à sa version Savitar et non pas à lui-même.
Selon Abra Kadabra, Savitar est considéré comme l’un des plus grands ennemis de Flash, encore plus que Reverse-Flash, Zoom, et même DeVoe. Kadabra mentionne qu’il était un peu jaloux de Savitar, car il était le seul à avoir vraiment brisé Barry. Depuis que la Team Flash a réussi à empêcher la mort d’Iris, cet avenir ne peut plus se produire, en raison que Barry n’a finalement jamais traverser son traumatisme émotionnel d’avoir perdu la femme de sa vie. 

### Personnalité
En tant que vestige de Barry Allen, avant de devenir Savitar, le double temporel possédait la moralité et les valeurs de son moi originel, mais aussi ses souvenirs douloureux et ses ténèbres. Cependant, en 2021 après la disparition de Savitar, le Vestige a été évité par les proches et amis de Barry qu’il n’était pas le vrai Barry, mais juste une aberration. Brisé et complètement seul, il voulait que sa douleur cesse, mais réalise qu’un dieu ne ressent pas la douleur et qu’il ne souffre pas, faisant ainsi aspirer à en être un pour échapper à son tourment. Néanmoins, cela fait du Vestige un être tordu, obnubilé à faire disparaître sa souffrance, en devenant un dieu.
Depuis lors, le Vestige devient Savitar et sa volonté de devenir un dieu développe en lui, un complexe de supériorité divine, au point qu’il exige que tous les autres s’inclinent et l’adorent. Il en est devenu arrogant, au point d’être délirant que la seule chose qui l’obligeait à devenir un dieu, était de faire en sorte que les gens croient en lui. Pour ceux qui le considèrent comme un dieu, tel que les membres de son culte, Savitar leur a semblé apprécier suffisamment pour les aider en cas de besoin. le Vestige est aussi devenu égoïste, comme il se plaisait dans son statut de supersonique le plus rapide du multivers.
Le double du futur, devient aussi impitoyable dans ses actions jusqu’à montrer de la cruauté, comme en témoignent les meurtres des policiers qu’il a commis et sa façon de traiter les membres de la Team Flash. Le traitement de Savitar d’être devenue une aberration l’a mené à les haïr pour l’avoir abandonné, ce qui l’a fait devenir ce qu’il est. Le Vestige a détesté en particulier Barry, son lui-originel, en allant jusqu’à déclarer que Barry est le méchant. Au départ, il n’a jamais cherché à entrer en conflit avec Barry, mais il a été le seul à avoir vraiment perdu quoi que ce soit à cause de leur conflit. Savitar a aussi le sentiment que son moi-originel avait tout, mais n’en méritait rien, indiquant qu’à un certain niveau, il désirait la vie de Barry pour lui-même.
Bien qu’il ne porte pas son armure, le Vestige montre un comportement plutôt calme et se montre même blagueur, même s’il tente de se moquer de ses adversaires. Lorsque Barry à découvert sa véritable identité, son double du futur, lui a fait comprendre que c’est « comme se regarder dans un miroir » et que « le rouge ne me va pas » en référence à la couleur de son costume et plus tard lorsque Caitlin souligne que son costume le fait vraiment ressembler à un dieu, ce dernier lui répond avec le sourire que « pour une fois l’habit fait le moine ».
En dépit de sa haine pour Barry, Savitar semble néanmoins avoir gardé un certain degré d’empathie en lui. Il sympathise avec Barry pour toutes les souffrances qu’il a endurées d’avoir perdu ses parents. De plus, le Vestige a montré de l’empathie envers le meurtre d’Iris, en raison des souvenirs romantiques qu’il a pour elle, mais a finalement choisi d’essayer de la tuer pour assurer sa propre existence. En outre, Savitar déclare fermement qu’il a toujours été avec Barry dès le début, en se présentant comme étant son pire ennemie et son démon le plus profond en lui, quelque chose que Barry admet être vrai.

### Pouvoirs
Savitar possède une super-vitesse divine (boostée au maximum grâce à la Pierre Philosophale) lui permettant d'être quasiment à deux endroits en même temps. Il laisse une traînée d'éclairs argentés derrière lui quand il court. Ses éclairs proviennent directement de la Speed Force, qu'il commande, en tant que "Dieu de la Vitesse". Sa vitesse est beaucoup plus élevée que celle de Flash (11 trillions de fois plus rapide que la vitesse de la lumière). Il peut lancer une multitude d'éclairs de foudre sur ses adversaires. Sa foudre est en partie générée ainsi qu'amplifié par son armure technologique. 
Savitar peut faire vibrer ses molécules (ou même tout son corps entier) et ainsi devenir complètement intangible; provoquer de puissants séismes en courant, générer de puissantes rafales de vent avec ses bras et créer des portails dimensionnels et interdimensionnels.
- Connexion à la Speed Force / Métaphysiologie humaine : En tant que vestige temporel de Barry Allen, Savitar possède également une puissante connexion à la Vitesse Pure. Sa puissance issue de la Force Véloce et sa connexion à la Pierre, a apparemment dépassé tous les autres supersoniques connus, au point qu'il se prétend être le "maître" de la Vitesse Pure. 
  - Facteur de guérison accéléré : Comme tous les autres Supersoniques, Savitar possède un facteur de guérison qui lui permet de se régénérer et de guérir à grande vitesse. Il est possible que l’éternité passée dans sa prison et sa capacité à traverser la Vitesse Pure à travers la libération de la Pierre, lui ait permis de rester aussi jeune à travers le temps et ainsi de répandre son mythe du Dieu du Mouvement hindou.
  - Électrocinétique : En utilisant sa super-vitesse, Savitar génère un éclair d'origine jaune mais une fois à l'intérieur de son armure il génère un éclair blanc. À l'instar de Barry, Savitar est capable de projeter des arcs électriques lors d'attaques à grande vitesse. Il a également la capacité unique d'absorber et de rediriger tous les arcs électriques lancés sur lui.
  - Agilité surhumaine : Le vestige possède une coordination corporelle surhumaine. Il est capable de changer de direction immédiatement, lui permettant de faire des virages serrés et de manœuvrer facilement tout en se déplaçant en grande vitesse.
  - Vitesse surhumaine : Savitar est incroyablement rapide, malgré l’énorme armure qu’il porte, sa vitesse astronomique lui permet de tuer instantanément plusieurs policiers dans le repaire d’Alchemy. Lors de sa première rencontre avec Flash, malgré sa vitesse pouvant dépasser celle de ses ennemis supersoniques, ses propres mouvements sont restés au ralenti contre celle du Dieu de la Vitesse. Il a montré sa supériorité face à Jay Garrick et simultanément contre Barry et Wally. Même après avoir été libéré de sa prison, Savitar a pu dépasser la vitesse de Barry et de Jesse Quick. Les efforts combinés de Barry, Jay et Wally n’ont pas suffi à le vaincre. 
    - Voyage inter-dimensionnel : A la différence de Barry, la vitesse de Savitar d’ouvrir des brèches dimensionnelles, lui a permis d’être omniprésent dans tous Central City. Sa capacité unique à se téléporter à travers les dimensions, simultanément, peut être due aux circonstances uniques de son emprisonnement et de sa présence par la Pierre Philosophale, car il n’a jamais montré cette capacité une fois libéré de sa prison.
    - Absorption d’énergie : Grâce à son costume, Savitar est capable d’absorber de grandes quantités d’énergie et de les rediriger de son costume, sous forme d'énergie blanche. Cela a été démontré lorsque Jesse Quick a lancé un éclair sur lui, Savitar l’a simplement absorbé pour l’utiliser contre elle.
    - Géokinésie : Savitar est capable de générer des tremblements de terre, comme celui provoqué avant sa rencontre avec Flash. Cette capacité est probablement liée à la quantité d’énergie cinétique qu’il génère lors de ses déplacements, où cela pourrait être une fonction de son armure.

- Lien mental : Savitar étant un vestige temporel d’une future version de Barry Allen, toute nouvelle expérience qui arrivera à Barry jusqu’à sa création, l’affectera également. Pour cette raison, le Vestige du futur est capable de se souvenir de pratiquement tout ce que Barry fait. En raison de ce lien mental, Savitar est capable d’utiliser et de contrer toute tactique que Flash pourrait utiliser contre lui, parce qu’il s’en souviendra. La capacité du Vestige à expérimenter de nouveaux souvenirs créés par Barry, semble cependant prendre plusieurs minutes avant que cela l’affecte, rendant ainsi ce lien inutile lors d’une bataille immédiate contre les deux supersoniques.
- Connexion de la Pierre Philosophale : Savitar a remonté le temps pour trouver la pierre philosophale, un puissant artefact fait d’énergie de la Vitesse Pur, sous forme calcifiée et a établi une connexion avec la pierre. On ignore cependant, comment il a réussi à établir cette connexion avec l’artefact.
  - Immunité des armes de supersoniques : La pierre tout en étant connecté à Savitar, l’a immunisé contre les armes qui peuvent affecter les supersoniques, qui tirent leurs pouvoirs de la Vitesse Pur. En l’utilisant, Savitar est protégé d’être à nouveau emprisonné dans la Force Véloce, comme ce fut le cas avec le Bazooka de Tracy Brand.
  - Possession : Sa connexion avec la pierre, lui permet d'établir une emprise sur la personne qui libère l’artefact, faisant d’elle un pion inconscient qu’il peut posséder, comme il l’a fait avec Julian Albert pour le transformer en Dr Alchemy, et ainsi utiliser le pouvoir de la pierre.
  - Télépathie : le lien avec l’artefact permet à Savitar, de manipuler l’esprit des autres. Il peut communiquer télépathiquement avec eux et projeter des illusions qu'ils sont les seuls à pouvoir voir. Savitar peut très bien utiliser cette capacité, même si la pierre est scellée dans sa boite. Cependant, dans cette situation, son pouvoir est considérablement affaibli, car il ne peut que s’attaquer aux faiblesses d’une personne, en créant par exemple des illusions de leurs proches perdus, pour les convaincre de libérer la pierre, comme ce fut le cas avec Cisco et son frère décédé Dante.
  - Pouvoir attribué : La Pierre Philosophale a sa propre capacité à attribuer le pouvoir de méta-humains aux humains. Elle a été servie par Savitar à travers Alchemy pour conférer les pouvoirs méta-humains du Flashpoint aux humains de Terre-1 pour le servir.